# Ишмухамедов, Нариман Куанышгалиевич
Нариман Куанышгалиевич Ишмухамедов (1929 г. - 2009 г.) — советский и казахстанский учёный-металлург, ректор Карагандинского металлургического института (1970 – 88 гг.). Кандидат технических наук, профессор кафедры «Металлургия черных и цветных металлов» Карагандинского государственного индустриального университета. Заслуженный деятель науки и техники Республики Казахстан (1995 г.).

## Биография
Родился 31 июля 1929 года в селе Кара-Тюбе Каратюбенского района Уральской области в семье служащего. После окончания семи классов поступил на двухгодичное подготовительное отделение при Казахском горно-металлургическом институте. В 1946-1948 годах – студент металлургического факультета Казахского горно-металлургического института. В 1948 году переводится на третий курс Московского института стали для продолжения учебы по специализации «черная металлургия».
После защиты дипломной работы в 1951 году был направлен на работу на Казахский металлургический завод, где проработал до 1957 года, последовательно занимая должности помощника мастера, мастера, начальника смены, заместителя начальника мартеновского цеха. В июне 1957 года в связи с организацией Карагандинского совнархоза был назначен главным сталеплавильщиком. В этой должности проработал до 1961 года. В 1961-1965 годах занимает должности заместителя главного инженера, начальника производственно-технического отдела, главного инженера Управления черной металлургии и химии Карагандинского совнархоза. В 1965 году Н.К. Ишмухамедов выдвинут на должность заместителя начальника объединения предприятий черной металлургии Казахской ССР (Казчермет). Здесь он проработал до 1970 года, занимая с 1969 года должность главного инженера.
Успешно сочетал производственно-управленческую деятельность с научно-исследовательской. В 1955 году Н.К. Ишмухамедов поступил в заочную аспирантуру Академии наук Казахской ССР. В 1962 году после успешной защиты диссертации ему была присвоена учёная степень кандидата технических наук. С августа 1970 года Ишмухамедов Н.К. назначается ректором завода-ВТУЗа при КМК. В этой должности он проработал до 22 марта 1988 года. В 1977-1988 годах по совместительству исполнял обязанности сначала заведующего кафедрой металлургии стали, позже – заведующего кафедрой металлургии чугуна и стали. В 1994 году решением ВАК при Кабинете Министров Республики Казахстан Ишмухамедову Н.К. присвоено ученое звание профессора по специальности «металлургия».
В 1988 году передал должность ректора Ю.А. Минаеву. После этого до 2008 года работал на кафедре, в 2006-2008 гг. занимал должность профессора-консультанта кафедры «Металлургия черных и цветных металлов». Скончался в 2009 году.

## Научная и педагогическая деятельность
Ишмухамедов Н.К. автор более 60 научных трудов, в том числе трех монографий. За годы его ректорства был увеличен набор абитуриентов по специальностям металлургического профиля, организовано обучение по новым специальностям. Число студентов, обучающихся на дневном отделении, выросло с 75 до 450. Качественно вырос преподавательский состав, в числе которого педагогов с учёными степенями и званиями было уже более 60 процентов, в то время как на момент открытия ВТУЗа из 44 работающих преподавателей только 3 имели ученую степень.
Была укреплена материально-техническая и учебно-лабораторная базы института. Введены в эксплуатацию учебный корпус инженерно-строительного факультета, учебно-лабораторный корпус металлургических специальностей, книгохранилище с читальным залом, спорткомплекс, студенческое общежитие, студенческий санаторий-профилакторий, дом преподавательского состава, завершено строительство нового учебного корпуса института со студенческим театром и др.

## Признание
Награжден орденом «Знак почёта», медалями «За доблестный труд» и «Ветеран труда», нагрудным знаком Минвуза СССР «За отличные успехи в работе», грамотами Верховного Совета Казахской ССР. За большой вклад в развитие науки, техники и производства Казахстана Ишмухамедову Н.К. в 1995 году Указом Президента присвоено почетное звание "Заслуженный деятель науки и техники Казахстана".